# Новокривовка
Новокривовка — село в Советском районе Саратовской области.
Ней-Обермонжу (Neu-Obermonjou), также Ново-Кривовское, Ней-Кривовка, Бобровка — немецкая колония Нижне-Караманской волости, Новоузенского уезда, Самарской губернии (до октября 1918 г.). Расположена под 47°01' вост. долготы и 51°17' сев. широты, при пруде Казенном, в 467 верстах от города Самары, в 125 верстах от уездного города Новоузенска и в 15 верстах от волостного села Александерге. Расстояние до ближайшей железнодорожной станции Урбах — 6 верст. Дочерняя колония. Основана в 1859 г. выходцами из колоний Екатериненштадт, Обермонжу, Борегард. Название получила по наименованию колонии выхода.
По ведомости колоний иностранных поселенцев, состоящих в ведении Министерства Государственных Имуществ, колония Ней-Обермонжу принадлежала к Нидеркараманскому округу Новоузенского уезда Самарской губернии, будучи наделена по 9 ревизии 1850 г. по 15 десятин на душу, по планам хозяйственной съемки надельной земли удобной показано 3390,7 десятин с излишними. По 10-й ревизии 1857 г. на 210 душ мужского пола причитался надел в 12,8 десятин на душу.
По данным первой всеобщей переписи населения Российской Империи 1897 г. число жителей здесь составляло 571 душ обоего пола, в том числе 571 — немцев.
По сведениям Самарского Губернского Статистического Комитета за 1910 год в селе Ней-Обермонжу считалось 116 дворов с числом жителей 517 мужского пола, 525 — женского, всего 1042 души обоего пола поселян-собственников, немцев католиков. Количество надельной земли удобной показано 3390 десятин, неудобной — 940 десятин. Село имело римско-католическую церковь, школу, 6 ветряных мельницы. По общеполицейскому управлению село состояло в 1-м стане.
Село Ней-Обермонжу относилось к католическому приходу Либенталь.
После образования трудовой коммуны (автономной области) немцев Поволжья и до ликвидации АССР НП в 1941 г., село Ней-Обермонжу — административный центр Ней-Обермонжуского сельского совета Мариентальского кантона. По переписи населения 1926 г. село насчитывало 134 домохозяйства с населением — 682 чел. (355 муж. п., 327 жен. п.), в том числе немецкое население — 677 чел. (351 муж. п., 326 жен. п.), домохозяйств — 133. В 1926 г. в Ней-Обермонжуский сельсовет входило одно с. Ней-Обермонжу.
Расположено в восточной части района, в 19 км от районного центра, пгт Степное, и в 11 км к северо-востоку от железнодорожной станции Урбах Приволжской железной дороги.
Население села составляет 1236 человек. В селе имеется школа и дом культуры.

## Население
Динамика численности населения по годам:
| 2002 | 2010  |
| ---- | ----- |
| 1224 | ↘1101 |